# Штендер

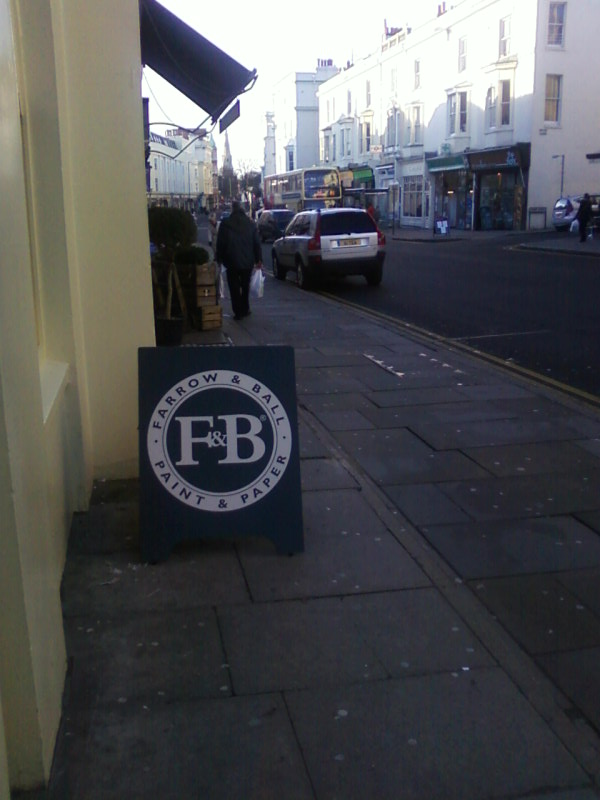
Штендер

Ште́ндер (від нім. Ständer — «стійка, штатив»; інші назви: «стритлайн», «будиночок», «розкладачка», «стопер», «спотикач», «мимоход») — мобільна (переносна) рекламна конструкція, яку встановлюють на вулиці в безпосередній близькості до компанії-рекламодавця.
Розмір штендера варіює близько 0,6×1,35 м (стандартні розміри рекламного поля 0,6×1.0 м, 0,6×1.15 м, 0,75×1.2 м і 0,7×1.7 м).
У рекламних колах штендер уважають одним з недорогих, але дуже ефективних способів привернути увагу та проінформувати прохожих про товари (послуги) або сезонні пропозиції та акції.
Як правило штендер — це виносна складна конструкція у формі арки або прямокутника з інформацією на одній або двох рекламних поверхнях. Каркас виготовляють із заліза, оскільки штендер встановлюють на відкритому повітрі, а залізо, на відміну від дерева або пластмаси, міцніше і стійкіше до впливів зовнішнього середовища. Є штендери на дерев'яних каркасах.
Рекламне зображення (картинка або текст) наносять на основу. Це можуть бути оцинкований метал, тонкий пластик, стільниковий полікарбонат, композитний алюміній або оргаліт.
Такий вид реклами є одним із найдешевших.

## Переваги використання штендерів
- невеликі розміри
- зручність при транспортуванні
- вартість виготовлення рекламного щита невисока
- використання як зовні, так і в приміщеннях
- мобільність при перестановці
- жорсткість виробу захищає від вандалів.

## Основні цілі при встановленні штендерів
- як вказівка на місцерозташування магазинів, ресторанів, офісів
- як інформація про акції, ціни, курс валют.

## Види
- Т-подібний. Має форму перевернутої літери «Т». Менш стійкий, ніж А-подібний штендер. Його перевага в легкості виготовлення і низькій вартості.
- А-подібний. Розкладна конструкція у вигляді «будиночка». Арочної, або квадратної форми. Відрізняється своєю стійкістю.
- Прищіпка. Найстійкіший всіх. Рекламний плакат вільно підвішується гачками на металевій рамі, що не дозволяє вітру перевернути конструкцію.
- З крейдовою дошкою. В особливий ряд встають дерев'яні штендери з можливістю писати на них крейдою і штендери клік-система, які дозволяють швидко змінювати зображення
- Фігурний. Цей штендер має вигляд фігури, як правило рекламованого товару, може бути зроблений у вигляді, покажчика, людини, телефона і т. д.